# بوگر (خانمیرزا)
بوگر، روستایی در دهستان سپیدار بخش ارمند شهرستان خانمیرزا در استان چهارمحال و بختیاری ایران است.

## جمعیت
بر پایه سرشماری عمومی نفوس و مسکن در سال ۱۳۹۵، جمعیت این روستا برابر با '۵۰۰۰
 نفر (۷۳۴ خانوار) بوده‌است.